# Cris Urena
Pour les articles homonymes, voir Urena.
Cris Urena ou Cris Ureña  (née en 1991) est un mannequin dominicain.

## Biographie
Cris Urena a posé pour Victoria’s Secret, Ralph Lauren. Elle apparaît dans l'édition 2014 du Sports Illustrated Swimsuit Issue. Elle est l'égérie de Maybelline depuis 2014.